# Bárbara Mori
Bárbara Mori Ochoa (ur. 2 lutego 1978 w Montevideo) – urugwajska aktorka telewizyjna i filmowa.

## Życiorys
Jej dziadek ze strony ojca był Japończykiem. Jest jednym z trojga dzieci pół-Japończyka i pół-Urugwajczyka oraz Meksykanki. Ma siostrę Kenyę i brata Kintaro. Gdy miała trzy lata, jej rodzice rozwiedli się. Przeniosła się do Meksyku. W wieku 14 lat podjęła pracę jako modelka Marcos Toledo. Studiowała aktorstwo w El Centro de Estudios de Formación Actoral. Pierwszą rolę zagrała w telenoweli Al norte del corazón (1997). Zwróciła na siebie uwagę także na dużym ekranie w komedii romantycznej Inspiracja (Inspiración, 2001), a za rolę Alejandry odebrała meksykańską nagrodę kinową MTV. Stała się jednak powszechnie znana z dwóch meksykańskich telenowel: Miłość i namiętność (Mirada de mujer, 1997) jako Mónica San Millán i Cena marzeń (Rubi, 2004) w roli Rubi, kobiety powodowanej chciwością, która dopuszcza się oszustwa i zdrady. Otrzymała wiele nagród, m.in. TvyNovelas (2005) w kategorii najlepsza aktorka pierwszoplanowa.
Ma syna Sergio ze związku z Sergio Mayerem.

## Wybrana filmografia
- 1997: Al norte del corazón (serial TV)
- 1997: Tric Trac
- 1997: Miłość i namiętność / Spojrzenie kobiety (Mirada de mujer, serial TV) jako Mónica San Millán
- 1998: Azul tequila jako Azul Vidal
- 1999: Me muero por tí jako Santa
- 2001: Amores querer con alevosía (serial TV) jako Carolina Morales
- 2001: Inspiración jako Alejandra
- 2002: Súbete a mi moto jako Nelly
- 2003: Amor descarado jako Fernanda Lira
- 2003: Mirada de mujer: El regreso (serial TV) jako Mónica
- 2004: Rubí... La descarada jako Rubí/Fernanda
- 2004: Cena marzeń (Rubí, serial TV) jako Rubí Perez/ Fernanda Martinez Pérez
- 2005: La Mujer de mi hermano jako Zoe
- 2006: Nieznośna gra pozorów (Pretendiendo) jako Amanda / Helena
- 2007: Por siempre
- 2008: Cosas insignificantes jako Paola
- 2008: Violanchelo jako Consuelo
- 2010: Kites jako Natasha
- 2010: 1 a Minute jako Gwiazda
- 2011: Viento en contra jako Luisa Braniff
- 2014: Alicja w świecie Marii (Alicia en el pais de Maria) jako Maria
- 2014: Dos Lunas jako Soledad/Luna
- 2014: Cantinflas jako Elizabeth Taylor